# Monte Kembar
Monte Kembar (en indonesio: Gunung Kembar) es un volcán del pleistoceno, ubicado en el norte de la isla de Sumatra, al oeste del país asiático de Indonesia. Contiene un campo de fumarolas, llamado Gayolesten. El complejo volcánico se encuentra en el cruce de dos sistemas de fallas geológicas y es un volcán en escudo.